# Pa Saikou Kujabi
Pa Saikou Kujabi (ur. 10 grudnia 1986 w Serrekundzie) – gambijski piłkarz występujący na pozycji obrońcy. Zawodnik klubu Hibernian.

## Kariera klubowa
Kujabi seniorską karierę rozpoczynał w 2002 roku w klubie Bandżul Hawks. W 2003 roku dotarł z nim do finału Pucharu Gambii, jednak zespół Hawks przegrał tam z Wallidanem. W 2004 roku trafił do austriackiego Grazeru AK. W austriackiej Bundeslidze zadebiutował 9 kwietnia 2005 roku w wygranym 1:0 pojedynku z Austrią Salzburg. W tym samym roku wywalczył z zespołem wicemistrzostwo Austrii.
W 2007 roku Kujabi odszedł do SV Ried, również z Bundesligi. Pierwszy ligowy mecz zaliczył tam 11 lipca 2007 roku przeciwko Mattersburgowi (1:2). 14 lipca 2007 roku w wygranym 3:2 spotkaniu z SCR Altach strzelił pierwszego gola w Bundeslidze. W Ried spędził 2 lata.
W 2009 roku Kujabi podpisał kontrakt z niemieckim FSV Frankfurt, grającym w 2. Bundeslidze. W tych rozgrywkach zadebiutował 9 sierpnia 2009 roku w przegranym 1:2 pojedynku z MSV Duisburg. Przez rok w barwach FSV rozegrał 24 spotkania i strzelił 2 gole. Latem 2010 roku odszedł z klubu.
W styczniu 2012 roku Kujabi został graczem szkockiego Hibernianu. W Scottish Premier League pierwszy mecz zaliczył 11 lutego 2012 roku przeciwko Aberdeen (0:0).

## Kariera reprezentacyjna
W reprezentacji Gambii Kujabi zadebiutował w 2007 roku.